# Јована Савоја
Јована Савојска (итал. Giovanna di Savoia; * 16 август 1392. године, Шамбери, Савојска грофовија; † јануар 1460, Казале Монферато, Маркгрофовија Монферат) члан династије Савоја, и принцеза Савоје и преко брака маркгрофица Монферата од 1418 до 1445. године.

## Порекло
Према француском историчару Семјуелу Гишенону, била је друга ћерка Амадеа VII Савојског (* 1360, † 1391), грофа од Савоје, од Аосте и Мауриена, и његове жене грофице Боне де Бери (* 1362/1365, † 1435). ), Братаница француског краља Шарла V Има једног брата и једну сестру:
- Амадео VIII (* 1383, † 1451), 19. гроф Савојски и 1. војвода Савојски, антипапа као Феликс V (1439 – 1449), муж Марије од Бургундије, кћери војводе Филипа II од Бургундије, имали су деветоро деце;
- Бона (* 1388, † 1432), господарица Пијемонта као супруга грофа Лудвига од Савоје-Ахаје, грофица од Пијемонта и титуларна кнегиња од Ахаје (1402 – 1418), нису имали деце.

Има једног полубрата и једну полусестру из ванбрачних веза њеног оца.

## Биографија
Јована је рођена неколико месеци након смрти њеног оца грофа Амадеа VII, познатог као Црвени гроф. Умро је 1. новембра 1391. године, остављајући свог малолетног наследника Амадеа VIII под намесништвом своје баке грофице Боне Бурбон заједно са Лујем III де Косонеом, господаром Косонеа. У његовом тестаменту се помиње његова жена Бона, али не и дете које ће родити (Јована).
После грофове смрти, феудални двор се поделио на две странке, од којих је једна подржавала Јованину баку – грофицу Бону од Бурбона са двором у Шамберију, а друга – грофицу Бону де Бери и новог грофа Амадеа VIII са двором у Монтмелијану. Грађански рат је спречен интервенцијом француског краља Шарла VI, а окончан је потврдом намесништва грофице Боне од Бурбона.
Након што је Јованина мајка грофица Бона де Бери била искључена из старатељства над децом и намесништва, напустила је Савоју и вратила се у Француску, где се 1394. године, удала за Бернарда VII д'Армањака - грофа од Рода, Армањака и Фезансака, са којим је имала седморо деце.
Брачна политика коју је предузео Јованин брат гроф Амадео VIII имала је за циљ смиривање турбулентних односа са Монфератом. Удала се 24. априла 1411. године, за наследника маркгрофа од Монферата, Јована Јакова Палеолога, сина Теодора II, маркгрофа од Монферата и његове друге жене маркизе Жане де Бар. Брачни уговор Јоване и Јована Јакова је састављен месец дана раније.
Године 1414. постала је грофица Акви, а после смрти њеног свекра маркгрофа Теодора II 1418. године и маркиза од Монферата.
Године 1429. њена сестра Бона је направила тестамент којим је за наследника именовала ванбрачног сина свог мужа, Лудвига, и оставила завештање маркгрофици Јовани, њиховој мајци и њиховом брату грофу Амадеу VIII.
Дана 18. септембра 1430. године, њена мајка је направила тестамент, остављајући свог сина Бернарда као наследника виконта Карла, остављајући тестамент својој осталој преживелој деци, укључујући Јовану.
Постала је удовица 12. марта 1445. године. Умрла је у Казалеу 1460. године у 67. години.

## Брак и потомство
∞ 26. априла 1411. године, за Јована Јакова Палеолога (* 23. март 1395, Трино; † 12. март 1445, Казале), маркгроф од Монферата, имали су пет синова и две ћерке:
- Јован Палеолог (* 24. јун 1413, Казале; † 29. јануар 1464, Казале), 1445. године, маркгроф и 1464. године, кнез од Монферата, ∞ децембар 1458. године, у Казалу, Маргарета Савоја (* април 1439, Пинероло; † 3. март 1464. Бриж). ћерка војводе Лудвига Савојског и Ане де Лузињан од Кипра (* 1419, † 1462),[6] имали су једну ћерку. Имао је и двоје ванбрачне деце;
- Себастијан Ото Палеолог (* 16. априла 1419, Казале; † 15. јуна 1419, Казале);[11]
- Вилијам Палеолог (* 19. јул 1420, Казале; † 1483, Казале), наследио је свог брата Јована iv на месту маркгрофа од Монферата (1464. године); ∞ 1. Марији де Фоа, сестра кардинала Пјетра ди Фоа (Млађег), имали су једну ћерку 2. Елизабета Марија Сфорца, имали су две ћерке 3. Бернарда де Брос, кћерка грофа од Понтиевра Жана II де Броса, нису имали деце.[6] Имао је и двоје ванбрачне деце.
- Бонифације Палеолог (* 13. јун 1424, Казале; † 31. јануар 1494, Казале), маркгроф од Монферата, наследник свог брата Вилијама VIII; ∞ 1.  Елена де Брос, ћерка грофа Пантивера и сестра Бернарде 2. Марија Бранковић, ћерка Стефана III Бранковића, деспота Србије, имали су два сина.[6] Вероватно је његова прва жена била Орвијетана ди Кампофрегосо;[11]
- Теодор Палеолог (*14. август 1425, Казале; † 21. јануар 1481, Казале), епископ Казале;[6]
- Изабела Палеолог (* 7. септембар 1427, Монкалво; † 1475, Манта),[6] ∞ 7. август 1435. године, за Лудовика I дел Васту, маркгрофа од Салуца, имали су деветоро деце.
- Амадеа Палеолог (* 3. август 1429; † 13. септембар 1440, Никозија),[6] ∞ 23. децембар 1437. године, за Јована II Лизињана од Кипара, краљ Кипра, нису имали деце.

### Примарна литература
- (FR) Histoire généalogique de la royale maison de Savoie, justifiée par titres, ..par Guichenon, Samuel
- (FR) Histoire de la Maison de Savoie
- (FR) Titres de la maison ducale de Bourbon, par m. Huillard-Bréholles
- (IT) Monumenta Aquensia

### Секундарна литература
- Circolo Culturale I Marchesi del Monferrato
- (EN) COMTES de SAVOIE et de MAURIENNE 1060 – 1417 – JEANNE de Savoie, на fmg.ac
- (EN) MARCHESI di MONFERRATO 1306 – 1533 (PALEOLOGO) - JEANNE de Savoie (GIANGIACOMO di Monferrato), на fmg.ac
- (EN) Savoy 2 – Giovanna, на genealogy.euweb.cz, Genealogy
- (EN) Byzant 12 – Giovanna (Gian Giacomo), на genealogy.euweb.cz, Genealogy